# Ela Gandhi
Ela Gandhi (née le 1er juillet 1940 dans un âshram de la région de Durban, en Union d'Afrique du Sud), est une militante pacifiste et femme politique sud-africaine, membre, entre autres, du Congrès national indien, du Front démocratique uni puis du Congrès national africain (1991), dont elle a été députée de 1994 à 2004.

## Biographie
Petite-fille du Mahatma Gandhi et fille de Manilal Gandhi, Ela Gandhi est née en 1940 et a grandi dans un âshram du township de Phoenix près de Durban, province du Natal. 
Diplômée d'un B.A. de l'université du Natal puis d'un B.A. en sciences sociales de l'Université d'Afrique du Sud, elle est travailleuse sociale dans le domaine de l'enfance et de la santé durant une vingtaine d'années. 
Opposée à l'apartheid, elle milite au sein de diverses organisations régionales, dont le Congrès des femmes du Natal et le Congrès indien du Natal dont elle devient vice-présidente, ainsi qu'au Front démocratique uni (UDF). En 1975, elle est l'objet d'une ordonnance lui interdisant toute activité politique et d'une assignation à résidence qui dure neuf ans. Durant cette période, elle travaille néanmoins dans la clandestinité.
En tant que responsable de l'UDF, elle rencontre Nelson Mandela alors que celui-ci est encore en résidence surveillée à Paarl. Elle fait ensuite partie de l'équipe de négociation de l'ANC qui débat au début des années 1990 avec le gouvernement de Klerk et d'autres partis politiques pour rédiger une nouvelle constitution sud-africaine et assurer une transition en douceur entre la fin de l'apartheid et une Afrique du Sud multiraciale. 
Elle est députée durant dix ans avant de se consacrer à des œuvres caritatives et religieuses.